# Zoubeir Baya
Zoubeir Baya (in arabo زبير بيّة‎?; M'saken, 15 maggio 1971) è un ex calciatore tunisino, di ruolo centrocampista.

## Palmarès

### Club

#### Competizioni nazionali
- Campionato tunisino: 1

Etoile du Sahel: 1997
- Coppa di Tunisia: 1

Etoile du Sahel: 1996
- Coppa di Lega tunisina: 1

Etoile du Sahel: 2005

#### Competizioni internazionali
- Coppa delle Coppe d'Africa: 2

Etoile du Sahel: 1997, 2003
- Coppa CAF: 1

Etoile du Sahel: 1995